# Port lotniczy Amman
Port lotniczy Amman (IATA: AMM, ICAO: OJAI) – największy międzynarodowy port lotniczy w Jordanii, położony w Zizya, 30 km na południe od stolicy, Ammanu. Nazwany na cześć Królowej Alii, trzeciej żony zmarłego króla Jordanii Husajna. Lotnisko jest hubem dla narodowego przewoźnika Royal Jordanian, ale służy także jako główny hub dla Jordan Aviation.
Nowy terminal został otwarty w marcu 2013 roku. Ma on zastąpić dwa stare terminale i terminal cargo.

## Projekt
Projekt lotniska ma nawiązywać do lokalnej kultury. Powstał w pracowni Normana Fostera – Foster + Partners. Układ i cała konstrukcja zakłada dalszą rozbudowę w celu uzyskania przepustowości na poziomie 12 mln pasażerów rocznie. Budynek został wykonany z żelbetu (ze względu na duże dzienne amplitudy temperatury powietrza). Zadaszenie to niskie żelbetowe kopuły o regularnym i powtarzalnym kształcie o rozpiętości 36 metrów. Pokryte od spodu ornamentami o tradycyjnych islamskich wzorach geometrycznych.

## Linie lotnicze i połączenia
Loty Pasażerskie
| Linia lotnicza       | Kierunek |
| -------------------- | --- |
| Aegean Airlines      | 1. Ateny |
| Air Algerie          | 1. Algier |
| Air Arabia           | 1. Abu Zabi 2. Asjut 3. Giza 4. Szardża |
| Air Cairo            | 1. Aleksandria 2. Asjut 3. Giza 4. Sauhadż Sezonowo: 1. Hurghada 2. Szarm el-Szejk |
| Alexandria Airlines  | 1. Aleksandria |
| AnadoluJet           | Sezonowo: 1. Ankara 2. Bodrum 3. Dalaman 4. Trabzon |
| Austrian Airlines    | 1. Wiedeń |
| Badr Airlines        | 1. Chartum |
| British Airways      | 1. Londyn-Heathrow |
| Edelweiss Air        | 1. Zurych |
| EgyptAir             | 1. Kair |
| Emirates             | 1. Dubaj |
| Ethiopian Airlines   | 1. Addis Abeba |
| Etihad Airways       | 1. Abu Zabi |
| Flyadeal             | 1. Dżudda 2. Rijad |
| Flydubai             | 1. Dubaj |
| FlyEgypt             | 1. Aleksandria 2. Asjut |
| Flynas               | 1. Dżudda 2. Rijad |
| Gulf Air             | 1. Bahrajn |
| Iraqi Airways        | 1. Bagdad 2. Basra 3. Irbil 4. Sulajmanijja |
| Jazeera Airways      | 1. Kuwejt |
| Jordan Aviation      | 1. Dżudda 2. Kair 3. Kuwejt 4. Maskat 5. Szardża 6. Szarm el-Szejk Sezonowe Czartery: 1. Sarajewo |
| Kuwait Airways       | 1. Kuwejt |
| Libyan Airlines      | 1. Bengazi 2. Trypolis-Mitiga |
| Lufthansa            | 1. Frankfurt |
| Middle East Airlines | 1. Bejrut |
| Oman Air             | 1. Maskat |
| Pegasus Airlines     | 1. Ankara 2. Izmir 3. Dalaman 4. Stambuł-Sabiha Gökçen 5. Trabzon |
| Qatar Airways        | 1. Doha |
| Royal Jordanian      | 1. Abu Zabi 2. Akaba 3. Aleksandria 4. Algier 5. Amsterdam 6. Ateny 7. Bahrajn 8. Bagdad 9. Bangkok 10. Barcelona 11. Basra 12. Bejrut 13. Bruksela 14. Chicago-O’Hare 15. Dammam 16. Detroit 17. Doha 18. Dubaj 19. Düsseldorf 20. Dżudda 21. Frankfurt 22. Genewa 23. Irbil 24. Kair 25. Kuwejt 26. Larnaka 27. Londyn-Heathrow 28. Londyn-Stansted 29. Lyon 30. Madryt 31. Manchester 32. Medyna 33. Mediolan-Malpensa 34. Montreal 35. Nowy Jork 36. Paryż 37. Rijad 38. Rzym-Fiumicino 39. Stambuł 40. Sulajmanijja 41. Sztokholm-Arlanda 42. Tel Awiw (zawieszone) 43. Toronto 44. Trypolis 45. Tunis 46. Zurych Sezonowo: 1. Antalya 2. Szarm el-Szejk |
| Ryanair              | 1. Bolonia 2. Budapeszt 3. Bukareszt 4. Madryt 5. Mediolan-Bergamo 6. Pafos 7. Poznań 8. Rzym-Ciampino 9. Wiedeń Sezonowo: 1. Bruksela-Charleroi 2. Marsylia 3. Memmingen 4. Paryż-Beauvais 5. Piza 6. Praga 7. Wenecja-Treviso |
| Saudia               | 1. Dżudda 2. Rijad |
| Tarco Aviation       | 1. Chartum |
| TAROM                | 1. Bukareszt |
| Transavia            | Sezonowo: 1. Amsterdam 2. Lyon 3. Paryż-Orly |
| Turkish Airlines     | 1. Stambuł Sezonowo: 1. Antalya 2. Dalaman |
| United Airlines      | 1. Waszyngton-Dulles |
| Vueling Airlines     | 1. Barcelona 2. Paryż-Orly |
| Wizz Air             | 1. Abu Zabi 2. Budapeszt 3. Londyn-Luton 4. Mediolan-Malpensa 5. Rzym-Fiumicino 6. Wiedeń Sezonowo: 1. Wenecja |
| Yemenia              | 1. Aden 2. Sana |

Loty Cargo
| Linia lotnicza        | Kierunek                                                    |
| --------------------- | ----------------------------------------------------------- |
| Cargolux              | 1. Luksemburg                                               |
| Lufthansa Cargo       | 1. Frankfurt                                                |
| Royal Jordanian Cargo | 1. Bagdad 2. Irbil 3. Kair 4. Maastricht/Aachen 5. Tel Awiw |
| Saudia Cargo          | 1. Rijad                                                    |
| Turkish Cargo         | 1. Stambuł                                                  |